# Ramachandra Borcar
Ramachandra Borcar (n. Montreal, Quebec) es un compositor canadiense especialista en jazz. 

## Discografía
| Artista            | Título                      | Contribución               | Año  | Compañía         |
| ------------------ | --------------------------- | -------------------------- | ---- | ---------------- |
| Ramasutra          | The East Infection          |                            | 1999 | TOX              |
| Ramasutra          | El Pipo Del Taxi EP         |                            | 2003 | Semprini Records |
| Ramachandra Borcar | Camping Sauvage             | Banda sonora               | 2004 | CANUSA           |
| Ramachandra Borcar | Steel and Glass             | Regular or Super OST       | 2005 | Semprini Records |
| Ramachandra Borcar | Jaloux                      | Banda sonora               | 2011 | Semprini Records |
| Ramachandra Borcar | Roche papier ciseaux        | Banda sonora               | 2013 | Semprini Records |
| Ramachandra Borcar | L'Ange gardien              | Banda sonora               | 2014 | Semprini Records |
| Ramachandra Borcar | Far Cry 4 Lakshmana Edition | Banda sonora de videojuego | 2015 | Ubisoft Music    |

### Como productor
| Artista          | Título           | Contribución | Año  | Compañía          |
| ---------------- | ---------------- | ------------ | ---- | ----------------- |
| Catherine Potter | Duniya Project   | Producer     | 2005 | SHADAJ            |
| Gaïa             | Gaïa             | Producer     | 2005 | JAJOU PRODUCTIONS |
| Lubo Alexandrov  | Kaba Horo        | Producer     | 2005 | ENJA              |
| Call Me Poupée   | Western Shanghai | Producer     | 2006 | Semprini Records  |